# Cratere Fulvia
Fulvia è un cratere sulla superficie di 4 Vesta.